# 69-й козацький батальйон
69-й козачий батальйон (нім. Kosaken-Abteilung 69, рос. 69-й казачий батальон) — військовий підрозділ Вермахту періоду Другої світової війни, що складався з полонених козаків.

## Історія
З п'яти сотень козаків в Миколаєві сформували у червні 1942 Спеціальний батальйон козаків під командуванням осавула Філіппова. Їхнє навчання проводили у Шепетівці, після чого підрозділ назвали 14-ий зведений козацький полк. З вересня 1943 їх передали словацькій охоронній і використовували на залізничному перегоні дивізії Коростень-Мозир, а у листопаді перейменували на 575 козацький батальйон. Його використовували для боротьби з УПА, партизанами в районі Звягіль-Рівне. З січня 1944 батальйон перевели на фронт, де у лютому він зазнав важких втрат під Цуманню.
Залишки батальйону відвели з фронту і у квітні 1944 передали 3-й кавалерійській бригаді «Козачого стану» під командуванням полковника Георга фон Безелагера. Там з 350 бійців утворили 69-й козацький кінний дивізіон шуцманшафт під командуванням лейтенанта Шлахтермунда.
Батальйон використовували проти партизанів в районі Пінська. В міру просування фронту перевели до Нарви.
З початком Варшавського повстання 1 серпня 1944 батальйон (366 осіб) перекинули до міста для боротьби з повстанцями. В міру придушення повстання батальйон перевели до передмістя з метою витіснення повстанців з дороги на Кампіноську пущу до дільниці Жолібож.
Після завершення повстання у жовтні 1944 69-й батальйон шуцманшафт перевели до Східної Пруссії. Там до кінця року його переформатували у 69-й козачий батальйон під командуванням майора Ганса Гельмута Пірнера.
Незабаром 69-й батальйон перевели до Угорщини. На початку 1945 батальйон передали до складу 15-й козачого кавалерійського корпусу СС, що стаціонувався у Хорватії на південному березі Драви.
Через побоювання за свою долю при підході Червоної армії і боїв з нею 25 грудня батальйону складі корпусу перейшов до Каринтії, де здався британським військовим. Зрештою бійці 69-го козачого батальйону були видані СРСР у Лієнці.